# Novion-Porcien (tổng)
Tổng Novion-Porcien là một tổng ở tỉnh Ardennes trong vùng Grand Est. 
Tổng này được tổ chức xung quanh Novion-Porcien ở quận Rethel. Độ cao trung bình là 138 m.

## Hành chính
| Giai đoạn | Ủy viên              | Đảng | Tư cách |
| --------- | -------------------- | ---- | ------- |
| 2004      | Jean-François Leclet | UMP  |         |

## Các đơn vị hành chính
Tổng Novion-Porcien gồm 23 xã với dân số 4 211 người (điều tra năm 1999, dân số không tính trùng)
| Xã                      | Dân số | Mã bưu chính | Mã insee |
| ----------------------- | ------ | ------------ | -------- |
| Auboncourt-Vauzelles    | 85     | 08270        | 08027    |
| Chesnois-Auboncourt     | 166    | 08270        | 08117    |
| Corny-Machéroménil      | 124    | 08270        | 08132    |
| Faissault               | 189    | 08270        | 08163    |
| Faux                    | 51     | 08270        | 08165    |
| Grandchamp              | 86     | 08270        | 08196    |
| Hagnicourt              | 64     | 08430        | 08205    |
| Justine-Herbigny        | 114    | 08270        | 08240    |
| Lucquy                  | 489    | 08300        | 08262    |
| Mesmont                 | 101    | 08270        | 08288    |
| La Neuville-lès-Wasigny | 129    | 08270        | 08323    |
| Neuvizy                 | 116    | 08430        | 08324    |
| Novion-Porcien          | 481    | 08270        | 08329    |
| Puiseux                 | 80     | 08270        | 08348    |
| Saulces-Monclin         | 528    | 08270        | 08402    |
| Sery                    | 287    | 08270        | 08415    |
| Sorcy-Bauthémont        | 139    | 08270        | 08428    |
| Vaux-Montreuil          | 102    | 08270        | 08467    |
| Viel-Saint-Remy         | 243    | 08270        | 08472    |
| Villers-le-Tourneur     | 161    | 08430        | 08479    |
| Wagnon                  | 96     | 08270        | 08496    |
| Wasigny                 | 319    | 08270        | 08499    |
| Wignicourt              | 61     | 08270        | 08500    |

## Thông tin nhân khẩu
| 1962                                                     | 1968  | 1975  | 1982  | 1990  | 1999  |
| -------------------------------------------------------- | ----- | ----- | ----- | ----- | ----- |
| 4 608                                                    | 5 215 | 4 675 | 4 301 | 4 180 | 4 211 |
| Nombre retenu à partir de 1962 : dân số không tính trùng |       |       |       |       |       |